# Copa Petrobras Argentina 2004
Il Copa Petrobras Argentina 2004 è stato un torneo di tennis facente parte della categoria ATP Challenger Series nell'ambito dell'ATP Challenger Series 2004. Il torneo si è giocato a Buenos Aires in Argentina dall'8 al 14 novembre 2004 su campi in terra rossa.

## Vincitori

### Singolare
Oliver Marach ha battuto in finale  Diego Moyano 6-2, 6-3

### Doppio
Enzo Artoni /  Ignacio González-King hanno battuto in finale  Victor Ioniță /  Gabriel Moraru 7-5, 6-3